# Isla Venados
Isla Venados är en ö i Mexiko. Den tillhör kommunen Mazatlán i delstaten Sinaloa, i den centrala delen av landet. Arean är 0,52 kvadratkilometer.